# Страшний суд (Мікеланджело)
41°54′10″ пн. ш. 12°27′15″ сх. д. / 41.90278° пн. ш. 12.45417° сх. д.
«Страшний суд» (італ. Giudizio Universale) — фреска  італійського скульптора і художника  Мікеланджело Буонарроті на вівтарній стіні Сікстинської капели (Ватикан), створена ним із 1537 по 1541 роки.

## Історія створення
Початкове замовлення фрески із таким сюжетом належало папі Клименту VII. У вересні 1534 року Мікеланджело приїхав до Рима, щоб почати роботу над картоном фрески, але папа помер 25 вересня, і Мікеланджело полишив роботу над цим проєктом. Проте новий папа, Павло III (Алессандро Фарнезе), захотів втілити ідею свого попередника. 1 вересня 1535 року митця було призначено головним архітектором, скульптором та живописцем Ватикану, а вже у квітні-травні 1536 року він розпочав працювати над фрескою «Страшний суд».
Урочисте відкриття завершеної роботи відбулося 31 жовтня 1541 року.

## Опис
Традиційно композиція Страшного суду складалася із декількох окремих частин, тоді як у Мікеланджело вона постає овальною водовертю голих м'язистих тіл. Джорджо Вазарі писав про Мікеланджело так:
|  | Він обмежився тією галуззю, в якій перевершив усіх інших майстрів. Він показав шлях великого стилю в зображенні голого тіла, виявив, як він розуміється на труднощах малюнка, відкрив нарешті шлях для полегшення головної мети мистецтва — зображення тіла людського. |

Композиційно можна виділити три частини — верхню (люнети), центральну (Христос, Марія та святі) й нижня (воскресіння мертвих, вознесіння святих і падіння грішників).
На люнетах зображено ангелів, які летять із атрибутами Страстей Христових — стовп, хрест, терновий вінець тощо.
Фігура Христа, що нагадує Зевса, розташована вгорі центральної частини — його права рука піднята в жесті прокляття тим, хто розміщений зліва від нього. Стулені губи Христа викликають сумніви у тому, що він проклинає, а отже можливі й інші трактування цієї піднятої руки. Марія тулиться до нього, загортається плащем. Навколо цих двох фігур є безліч інших постатей — святі, пророки, апостоли.
Нижня частина — по центру розміщені ангели із сурмами, книжками життя, які оголошують Страшний суд. Зліва внизу — воскресіння мертвих, вверху — вознесіння праведників. У верхній правій частині — сім смертних гріхів, які «з диявольськими обличчями тягнуть до пекла душі грішників». У самому низу розташоване пекло.
Твір наповнений рухом: скелети встають із землі, врятована душа піднімається вгору по гірлянді з троянд, чоловік, якого диявол тягне вниз, із жаху закриває обличчя руками.
«Страшний суд» став віддзеркаленням песимізму Мікеланджело. Одна деталь фрески свідчить про його похмурий настрій та його гіркий «підпис» — біля лівої ноги Христа є фігура Святого Варфоломея, що тримає у руках ножа та власну шкіру, яку з нього здерли живцем. Обличчя на знятій шкірі Святого апостола Варфоломея — автопортрет художника. Риси ж обличчя самого святого нагадують П'єтро Аретіно, який пристрасно нападав на Мікеланджело через те, що вважав непристойним його прочитання релігійного сюжету[а].

## Цензура
На Тридентському соборі було засуджено оголеність фігур, зображення безбородого Христа та включення до композиції Харона. Даніеле да Вольтерра доручили домалювати шати на деяких постатях ще за життя Мікеланджело. Також він повністю перемалював фрагмент із святою Катериною та святим Власієм, поза яких вважалася дуже неоднозначною. Після нього фреску «одягали» також Джіроламо да Фано та П'єтро да Кортона. Збереглася копія фрески Мікеланджело до змін, зроблена Марчелло Венусті 1549 року (Музей Каподімонте, Неаполь). Протягом 1990 —1994 років провели реставрацію та часткове відновлення первинного вигляду фрески.

## Виноски
1. 1 2 3  Make Lists, Not War — 2013.
2. ↑  http://mv.vatican.va/6_DE/pages/x-Schede/CSNs/CSNs_G_Giud.html
3. ↑  http://mv.vatican.va/3_EN/pages/x-Schede/CSNs/CSNs_G_Giud.html
4. ↑  Эрпель, 1990, с. 15.
5. ↑  Вазарі, 1970, с. 357.
6. 1 2  John W. Dixon, Jr. The Terror of Salvation: The Last Judgment (англ.) . Архів оригіналу за 20 червня 2013. Процитовано 19 травня 2012. [Архівовано 2007-08-14 у Wayback Machine.]
7. ↑  Вазарі, 1970, с. 359.
8. ↑  Вазарі, 1970, с. 505.
9. ↑  William D. Montalbano (9 квітня 1994). It's 'Judgment' Day for Unveiled Sistine Chapel: Vatican: The Pope praises the restored Michelangelo masterpiece. Gone is centuries of grime—and modesty (англ.) . The Los Angeles Times. Архів оригіналу за 20 червня 2013. Процитовано 19 травня 2012.